# Hanna Żuławska
Hanna Żuławska właśc. Anna Klementyna Żuławska (ur. 23 listopada 1908 w Warszawie, zm. 26 grudnia 1988 tamże) – polska malarka, ceramik i pedagog.

## Życiorys
Urodziła się w rodzinie Józefa Jasińskiego, rzeźbiarza, i Wandy z domu Punch. Ukończyła gimnazjum humanistyczne przy ul. Konopnickiej w Warszawie (1928) i rozpoczęła w 1929 studia w warszawskiej Szkole Sztuk Pięknych. Studiowała na Wydziale Malarstwa, w pracowniach Tadeusza Pruszkowskiego i Felicjana Kowarskiego. W latach 1935–1938 dzięki stypendium w Paryżu pobierała nauki u Józefa Pankiewicza. Po powrocie do kraju zamieszkała z mężem w Gdyni, gdzie podjęła pracę nauczycielki rysunku w gimnazjum krawieckim.
W czasie okupacji niemieckiej przebywała w Warszawie, w listopadzie 1944 wyjechała do Łańcuchowa pod Lublinem, gdzie zamieszkała w domu pracy twórczej razem z m.in. Józefą Wnukową i Stanisławem Teisseyre.

Po wojnie należała do współorganizatorów Państwowej Wyższej Szkoły Sztuk Plastycznych w Gdańsku (obecnie: Akademia Sztuk Pięknych w Gdańsku), była związana z tą uczelnią do 1978. Pracowała w charakterze starszego asystenta, a następnie adiunkta, początkowo w pracowni rysunku ogólnego, później w pracowni malarstwa prof. Janusza Strzałeckiego. 18 października 1947 Rada Wydziału Akademii Sztuk Pięknych w Warszawie na wniosek Komisji Egzaminacyjnej przyznała artystce dyplom ASP w Warszawie ze specjalnością „malarstwo”. Dyplom został obroniony w pracowni prof. F. Kowarskiego. W latach 1956–1957 przewodziła grupie ceramików „Kadyny” (należeli do niej m.in. Edward Roguszczak, Swietlana Zerling, Maria Kuczyńska, Jacek Krenz, Hanna Główczewska). Od 1964 do 1971 kierowała Katedrą Ceramiki Artystycznej na Wydziale Rzeźby, równocześnie w latach 1964–1966 była dziekanem tego wydziału. Od 1971 przez sześć lat prowadziła pracownię ceramiki artystycznej. 30 września 1978 przeszła na emeryturę.

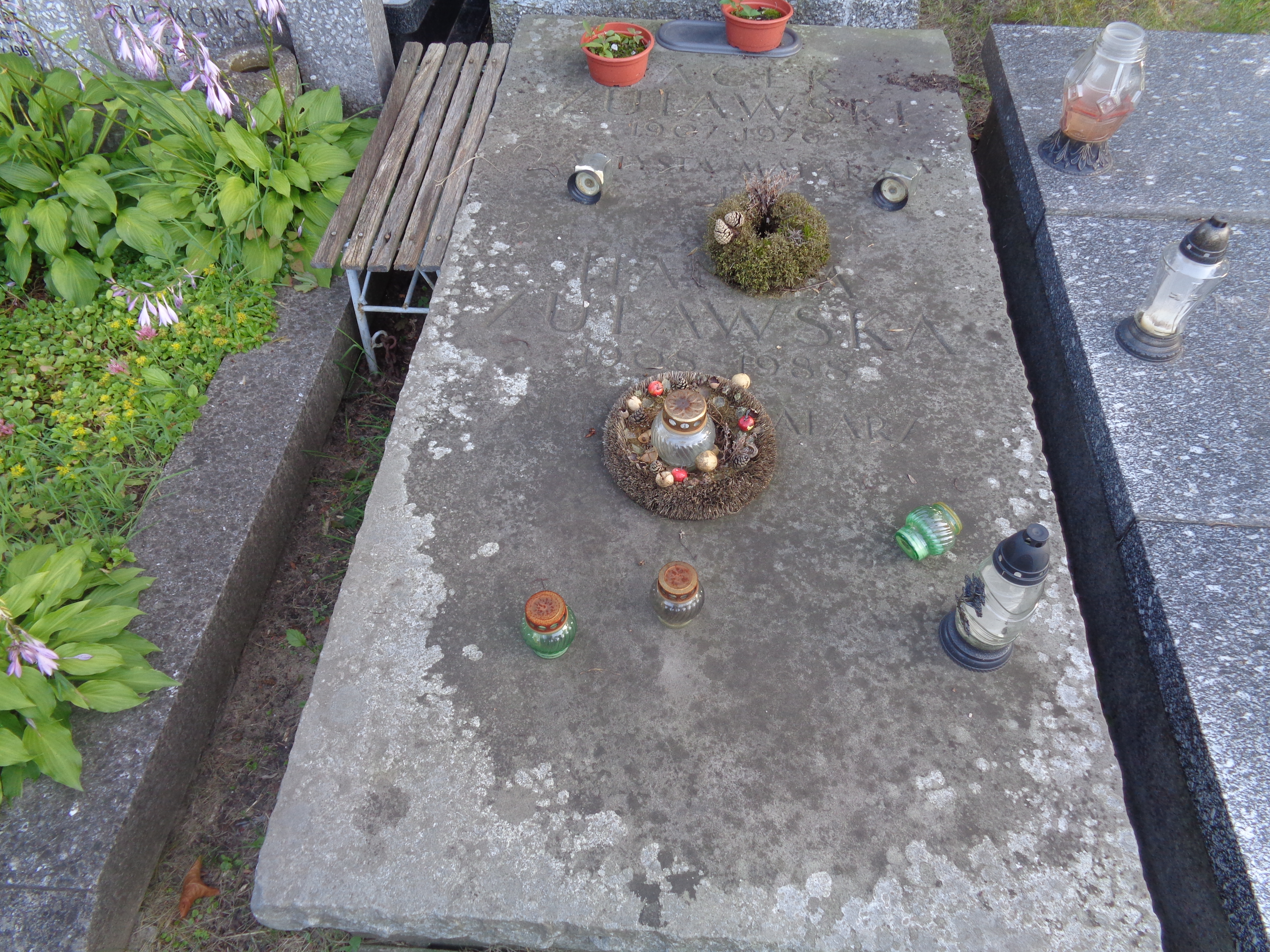
Grób Jacka i Hanny Żuławskich na cmentarzu Wojskowym na Powązkach

W 1952 otrzymała Nagrodę Państwową III stopnia (zespołową) za obraz Pierwszomajowa manifestacja w roku 1905 wystawiony na Ogólnopolskiej Wystawie Plastyki, w 1955 została odznaczona Medalem 10-lecia Polski Ludowej.
Autorka wielu realizacji z dziedziny malarstwa monumentalnego oraz ceramiki dekoracyjnej m.in.: mozaiki w podcieniach domów na placu Konstytucji w Warszawie, dworcu kolejowym w Gdyni, mozaiki na hali Torwar w Warszawie, polichromii, sgraffitów i fresków. Jest również autorką dekoracji kilkunastu kamienic na Głównym Mieście w Gdańsku oraz Starym i Nowym Mieście w Warszawie.
Od 28 czerwca 1938 mężem artystki był plastyk Jacek Żuławski.
Zmarła w Warszawie, spoczęła obok męża na cmentarzu Wojskowym na Powązkach (kwatera B32-4-29).